# 6882 Сормано
6882 Сормано (6882 Sormano) — астероїд головного поясу, відкритий 5 лютого 1995 року.
Тіссеранів параметр щодо Юпітера — 3,389.